# Brachygonus campadellii
Brachygonus campadellii е вид бръмбар от семейство Полски ковачи (Elateridae).

## Разпространение
Този вид е разпространен в Испания и Италия.